# Molukse vleermuisparkiet
De Molukse vleermuisparkiet (Loriculus amabilis) is een vogel uit de familie Psittaculidae (papegaaien van de Oude Wereld).

## Verspreiding en leefgebied
Deze soort is endemisch op de Molukken, een eilandengroep in het oosten van de Indische Archipel, gelegen tussen Sulawesi, de Filipijnen, Nieuw-Guinea en Timor.

## Status
De grootte van de populatie is niet gekwantificeerd maar de soort wordt omschreven als niet heel algemeen. Op de Rode lijst van de IUCN heeft deze soort de status niet bedreigd.